# Eating Food in the Shower
Eating Food in the Shower är en låt av det amerikanska komedibandet Ninja Sex Party som släpptes som deras sextonde singel den 16 februari 2017.. Låten är med på deras sjätte studioalbum Cool Patrol, släppt den 17 augusti 2018.